# Vallée de la Valserine
Pour les articles homonymes, voir Valserine.
La vallée de la Valserine se situe dans le massif du Jura, à la fois dans le département de l'Ain et le département du Jura dans sa partie haute. Elle est parallèle aux plus hautes crêtes. Elle a été formée par la Valserine, un torrent du parc régional du Haut-Jura qui conflue avec la Semine pour se jeter dans le Rhône.
La vallée part de Prémanon (1 200 mètres d'altitude) et descend vers le sud jusqu'à Valserhône (350 mètres) tout en s'élargissant, avec sur le côté droit le massif de Lajoux et, sur le côté gauche, le Haut Jura avec le crêt de la Neige (1 720 mètres).
La vallée de la Valserine fait partie du parc naturel régional du Haut-Jura, qui commence au niveau de la commune de Montanges (« Porte du Parc »).

## Géographie

### Communes
- Prémanon
- Mijoux
- Lajoux
- Les Molunes
- Échenevex
- Lélex
- Bellecombe
- Chézery-Forens
- Champfromier
- Montanges
- Confort
- Valserhône

### Climat
Le climat est froid en hiver avec d'abondantes chutes de neige surtout du côté de Mijoux et Lélex et assez chaud en été, voire très chaud à Valserhône.

## Histoire
Le chemin des Espagnols, revêtait une importance stratégique majeure durant les XVIe et XVIIe siècles. Cette voie, sillonnant la vallée de la Valserine, était essentielle pour les Tercios espagnols, ces unités militaires d'élite, lors de leurs déplacements vers la Flandre. Elle constituait un lien vital entre l'Italie et le Nord de l'Europe, permettant le transport de troupes, d'armes et de provisions. Le choix de cette route logistique, plutôt que maritime, était dicté par les risques liés à la piraterie et aux conflits navals de l'époque. Ainsi, le chemin des Espagnols a profondément marqué l'histoire de la région, laissant des traces indélébiles dans le paysage et le patrimoine culturel de la Valserine.

## Protection environnementale

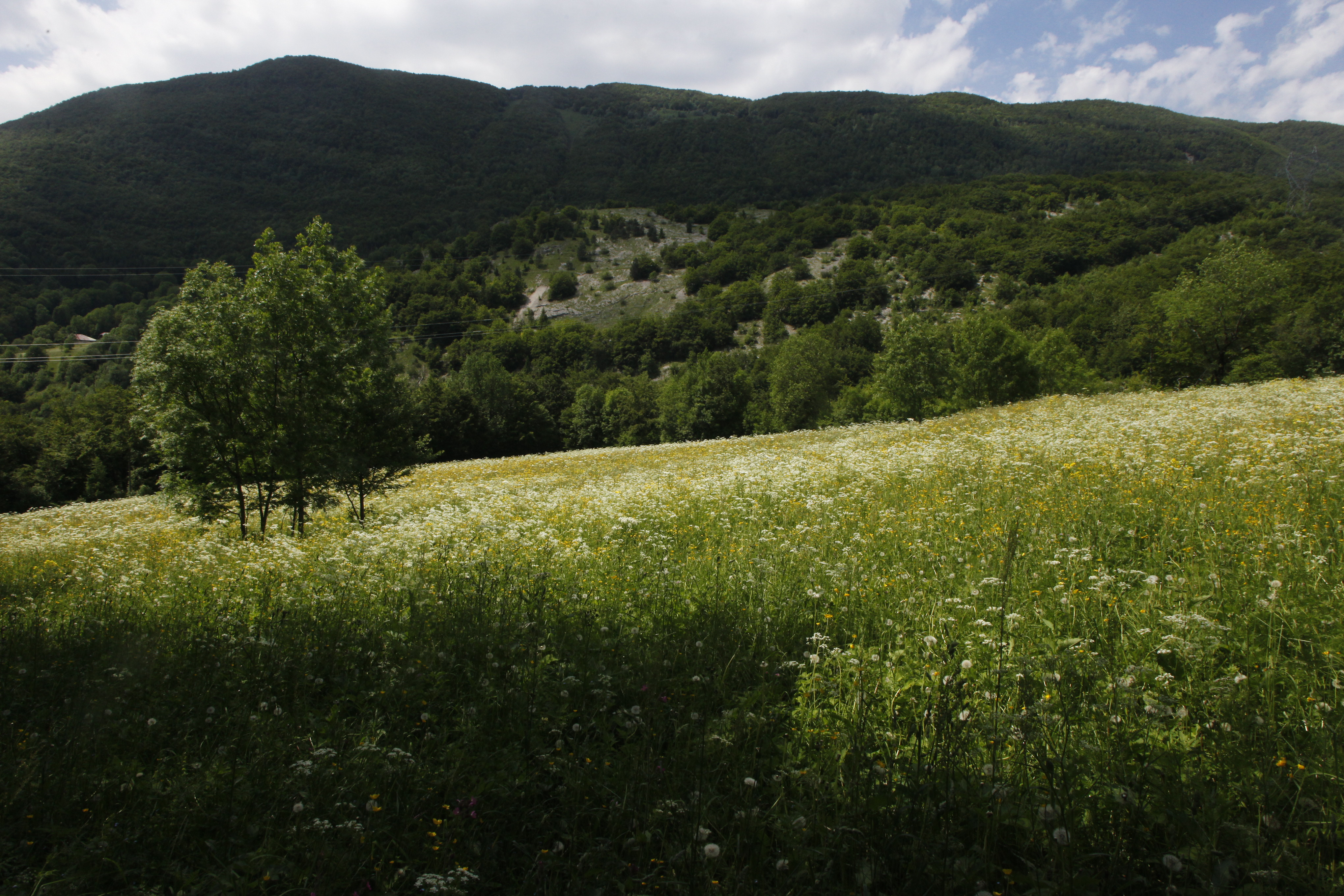
Prairie en Valserine.

Certains enjeux environnementaux cruciaux pour l'avenir de la vallée se cristallisent depuis quelques années[Quand ?] autour d'un projet d'extraction de pierre, sur le territoire des communes de Champfromier et Montanges. Ce projet suscite une vive inquiétude et l'opposition d'une partie de la population des deux villages. Les détracteurs du projet, regroupés entre autres au sein de l'association Le Sureau, estiment qu'une carrière n'a pas sa place dans une vallée encore sauvage et préservée telle que la Valserine, d'autant plus que celle-ci se situe sur le territoire du parc naturel régional. Ils considèrent que les bénéfices dégagés par la carrière pèseront peu en comparaison des coûts en matière de santé publique, environnement, atteinte au patrimoine et dépenses de voirie. De plus, la commune de Montanges abrite une importante colonie de chiroptères (labelisée Natura 2000) et que la zone d'hibernation des chauves-souris se situe à proximité du site pressenti pour le projet de carrière.